# حلقة جزئية
في الرياضيات، حلقة جزئية (بالإنجليزية: Subring)‏ لحلقة R هي مجموعة جزئية من حلقة، تشكل هي الأخرى حلقة مزودة بنفس العمليتين اللتين عرفتا الحلقة الأم.